# スウェーデンの政治
スウェーデンの政治（スウェーデンのせいじ）は、議会制民主主義の立憲君主制を枠組みとして行わている。 行政権はスウェーデンの首相が率いる政府によって行使され、立法権は政府と複数政党制に基づく議会に与えられている。また司法は独立しており、政府によって任命され、任命されれば定年まで勤務する。形式上は君主が象徴的な権力を保持する君主制である。
エコノミストは2020年の報告でスウェーデンを「完全民主主義」に分類、V-Dem民主主義指数は2023年に世界で3番目の選挙民主主義国家と評価した。また、2020年にフリーダム・ハウスの調査で政治的権利の保護に関して40/40のスコアを獲得した。